# Hadroca ramosa
Hadroca ramosa är en insektsart som beskrevs av Naudé 1926. Hadroca ramosa ingår i släktet Hadroca och familjen dvärgstritar. Inga underarter finns listade i Catalogue of Life.